# Ernst Christian Trapp
Ernst Christian Trapp (* 8. November 1745 auf Gut Friedrichsruhe bei Drage, Kreis Steinburg; † 18. April 1818 in Salzdahlum) war Pädagoge, Lehrer, Schulleiter und der erste deutsche Inhaber eines Lehrstuhls für Pädagogik.

## Leben
Ernst Christian Trapp war der Sohn eines brandenburgisch-kulmbachischen Gutsverwalters. Mit 15 Jahren besuchte er 1760 die Lateinschule in Segeberg (heute Bad Segeberg) und wurde dort durch den Rektor Martin Ehlers beeinflusst und gefördert.
Ab 1765 war Trapp an der Universität Göttingen als Student der Theologie immatrikuliert, studierte jedoch überwiegend Philologie und Pädagogik, vor allem bei den Professoren Johann Peter Miller und Christian Gottlob Heyne. Als 1768 sein ehemaliger Lehrer und Förderer Ehlers nach Oldenburg in Oldenburg berufen wurde, ernannte man Trapp zu seinem Nachfolger in Segeberg, wo er bis 1772 blieb.
1772 berief man Trapp als Rektor an die Lateinschule in Itzehoe. 1776 ging Trapp als Konrektor nach Altona ans Gymnasium Christianeum. Er war dort Nachfolger von Friedrich Conrad Lange. 1777 holte ihn Joachim Heinrich Campe an das Philanthropinum in Dessau. Während dieser Jahre wurde er Hauptrezensent für die Allgemeine Deutsche Bibliothek von Friedrich Nicolai, wo er unter der Fraktur-Abkürzung "KM" zu finden ist. Die Streitigkeiten zwischen Campe und Basedow belasteten ihn sehr und er kümmerte sich um einen Wechsel.

### Lehrstuhlinhaber an der Universität Halle
Trapps Freund Nicolai empfahl ihn dem preußischen Minister Karl Abraham Freiherr von Zedlitz. Letzterer berief Trapp 1778 an die Universität Halle, wo er als erster Lehrstuhlinhaber für Pädagogik lehrte. In seiner Antrittsvorlesung „Von der Notwendigkeit, Erziehung und unterrichten als eine eigene Kunst zu studieren“ setzte er sich für eine 'empirische' Pädagogik ein. Mit dieser Sicht stand er im Gegensatz zum traditionellen, geisteswissenschaftlichen Ansatz der Pädagogik. 1780 erschien sein Hauptwerk „Versuch einer Pädagogik“. Darin stellte er fest, dass die Wissenschaft der Pädagogik nicht zu endgültigen Ergebnissen komme, wenn sie dem Individuum dienen möchte. Er forderte vor allem ein kontinuierliches Beobachten der Schüler und die Bereitschaft scheinbar Bewährtes zu verwerfen, wenn Besseres in Aussicht stehe.
Es kann keine pädagogischen und didaktischen Regeln und Grundsätze geben, keine Maximen der Schulreform, die nicht von Fall zu Fall geändert, an die jeweiligen Umstände angepasst und korrigiert werden müssten.
Gleichzeitig mit dem pädagogischen Lehrstuhl wurde Trapp Leiter eines neu errichteten und beim theologischen Seminar angesiedelten Erziehungsinstituts, dessen Aufgabe es war, Lehrer auszubilden. Zum ersten Mal sollten an einer Universität pädagogisch-theoretische und schulpraktische Studien verbunden werden. 1782 veröffentlichte er dazu seine Auffassung in der Abhandlung „Über das Hallische Erziehungsinstitut“. Die Einbindung des Lehrstuhls in die Theologische Fakultät führte angesichts Trapps 'empirischer' Sicht zu Auseinandersetzungen. Außerdem bewirkten die Begünstigungen Trapps durch v. Zedlitz Widerstände und Kompetenzstreitigkeiten im Institut – insbesondere zwischen Trapp und Johann Salomo Semler.

### Reformversuche in Braunschweig
1783 gab Trapp seinen Lehrstuhl wieder auf und verließ die Universität Halle. Sein Experiment, in Halle eine Lehrerausbildung für 'experimentierende Pädagogen' einzurichten, war gescheitert. Noch im selben Jahr ging Trapp nach Trittau und übernahm dort die Leitung der von seinem Freund Campe ursprünglich in Hamburg am Hammer Deich gegründeten privaten Lehranstalt mit fünf Schülern. 1786 wurde Trapp durch den Herzog Karl Wilhelm Ferdinand von Braunschweig-Wolfenbüttel in das Schuldirektorium des Herzogtums Braunschweig berufen. Dort sollte er zusammen mit Johann Stuve und Joachim Heinrich Campe das Schulwesen des Landes reformieren und modernisieren. Die administrative Leitung des Projektes oblag Karl August von Hardenberg, dem späteren preußischen Reformkanzler. Trotz beachtlicher Ansätze scheiterte das große Reformvorhaben am Ende an den Widerständen der kirchlichen und ständischen Körperschaften.
1790 wurde das Schuldirektorium aufgelöst und Trapp gegen die Zahlung einer jährlichen Rente in den Ruhestand versetzt. Trapp verlegte seinen Wohnsitz nach Salzdahlum bei Wolfenbüttel, wo er ein 'Lehrinstitut für Mädchen' (Pensionsanstalt) gründete. Als Schriftsteller scharte er hier einen kleinen Kreis Gleichgesinnter um sich.
Er starb im Alter von 72 Jahren am 18. April 1818 in Wolfenbüttel.

### Einzelne Reformideen
Trapp stand philanthropischen Auffassungen nahe und vertrat konsequent aufklärerische Gedanken. Er setzte sich für eine akademische Ausbildung der Lehrer ein, wandte sich gegen den vorherrschenden Einfluss der Theologen auf das Schulwesen und empfahl, neben den alten Sprachen auch moderne Fremdsprachen zu unterrichten. Er befürwortete auch „künftige Gelehrte“ und „Nicht-Studierenden“ gemeinsam zu unterrichten. Insofern kann er als frühester Befürworter der Gesamtschule angesehen werden.

## Würdigung
Seit 1996 wird in zweijährlichem Turnus von der Deutschen Gesellschaft für Erziehungswissenschaft der Ernst-Christian-Trapp-Preis vergeben.
Die Universität Halle förderte 2013 das 'Ernst-Christian-Trapp-Stipendium für die Erforschung von Aufklärung und Bildung'. Der Stifter des Stipendiums ist der Ulmer Erziehungswissenschaftler Prof. Dr. em. Werner Heldmann.

## Werke
- Von der Beförderung der wirksamen Erkenntniß. Itzehoe 1778. Rez.: Allgemeine Deutsche Bibliothek, Anhang zum 25.–36. Band 4. Abtlg. (Walch).
- Von der Nothwendigkeit, Erziehen und Unterrichten als eine eigene Kunst zu studieren. Halle 1779. (Abgedruckt in der Neuauflage von Versuch einer Pädagogik. Paderborn 1977)
- Promenoria zur Reform des Lehrplans am Dessauer Philanthropin. In: O. Franke (Hrsg.): Mitteilungen der Gesellschaft für deutsche Erziehungs- und Schulgeschichte II. 1, 1892, S. 31–33.
- Theologischer Beweis, daß der Doktor Bahrdt Schuld an dem Erdbeben in Kalabrien sei. Der Hochwürdigen Theologischen Fakultät in Halle demütig zugeeignet von Simon Ratzbergern dem jüngeren, weiland Herausgeber des berühmten Vademekums für lustige Leute. o. O. 1785.
- Über das Studium der alten Sprachen. In: Allgemeine Revision des gesammten Schul- und Erziehungswesens. Band VII, Wolfenbüttel 1787.
- Unterricht in den Sprachen. In: Allgemeine Revision des gesammten Schul- und Erziehungswesens. Band XI.
- Über das Studium der alten classischen Schriftsteller und ihren Sprachen, in pädagogischer Hinsicht. In: Allgemeine Revision des gesammten Schul- und Erziehungswesens. Band VII, Wolfenbüttel 1787.
- Vom Unterricht überhaupt. In: Allgemeine Revision des gesammten Schul- und Erziehungswesens. Band VIII, Wolfenbüttel 1787. (Neuauflage, besprochen und eingeleitet von Klaus Schaller. Quelle & Meyer, Heidelberg 1964, DNB 455099413)
- Von der Notwendigkeit öffentlicher Schulen und von ihrem Verhältnisse zu Staat und Kirche. In: Allgemeine Revision des gesammten Schul- und Erziehungswesens. Band XII, Wolfenbüttel um 1790.
- Über das Hallesche Erziehungsinstitut. 1782.
- Unterredungen mit der Jugend. 1775. (Nachdruck 1776 in: Allgemeine Bibliothek für das Schul- und Erziehungswesen in Teutschland.)[6]
- Versuch einer Pädagogik. Schöningh, Paderborn 1977, ISBN 3-506-78368-8. (Reproduktion der Ausgabe Berlin 1780, Digitalisat)
- Von der Beförderung der wirksamen Erkenntniß. 1777.
- Zahlreiche Beiträge zu pädagogischen Fragen veröffentlichte Trapp in Joachim Heinrich Campes Revisionswerk, in dem 1788 gegründeten Braunschweigischen Journal, das später aus politischen Gründen im dänischen Altona oder Flensburg als Schleswiger Journal erschien, und in der Allgemeinen deutschen Bibliothek[7].